# Mariama Eastmond
Mariama Ayanna Eastmond (* 17. Januar 1983) ist eine Badmintonspielerin aus Barbados. 

## Karriere
Mariama Eastmond gewann bei den barbadischen Badmintonmeisterschaften 2011 Silber im Damendoppel und Bronze im Dameneinzel. 2002 und 2010 nahm sie an den Commonwealth Games teil. 2002 wurde sie 33. im Dameneinzel, 2010 belegte sie Rang 17 im Einzel.